# Aotus (plantă)
Aotus este un gen de plante din familia  Fabaceae.

## Specii
Cuprinde circa 14 specii.